# Stan Palk
Stanley „Stan“ Palk (* 28. Oktober 1921 in Liverpool; † 12. Oktober 2009 ebenda) war ein englischer Fußballspieler. Palk stand von 1940 bis 1948 beim FC Liverpool unter Vertrag und gehörte zur ersten englischen Meistermannschaft nach dem Zweiten Weltkrieg, kam aber erst beim unterklassigen Profiklub Port Vale von 1948 bis 1952 regelmäßig zum Einsatz.

## Karriere
Der aus Liverpool stammende Stan Palk spielte bis Kriegsausbruch für South Liverpool als linker Halbstürmer in der Lancashire League und arbeitete in einer Fabrik, als er Anfang 1940 George Kay, Trainer des FC Liverpool, empfohlen wurde. Dieser lud Palk zum Training ein und bot ihm trotz des durch den Zweiten Weltkrieg unterbrochenen regulären Spielbetriebs einen Vertrag mit einem Wochengehalt von £1,50. Sein Debüt in den kriegsbedingten Ersatzwettbewerben gab Palk an der Seite von Matt Busby, Bob Paisley und Billy Liddell im Mai 1940. In den folgenden Jahren bestritt Palk in den regionalen Ligawettbewerben 61 Spiele für Liverpool und erzielte dabei 14 Tore, bevor er ab 1944 für zwei Jahre in der Royal Navy diente und in Mombasa stationiert war.
Nach seiner Entlassung aus dem Militärdienst im Jahre 1946 meldete er sich wieder bei Liverpool und gab am 12. Februar 1947 bei einem 5:0-Sieg gegen Grimsby Town sein Debüt in der Football League. Palk kam bis Saisonende auf weitere fünf Einsätze, als Liverpool die fünfte Meisterschaft der Vereinsgeschichte gewann. Palk verpasste aber die für den Erhalt einer Meisterschaftsmedaille notwendige Mindestanzahl an Einsätzen. Nach sieben weiteren Ligaeinsätzen in der Saison 1947/48 wurde er unmittelbar nach einer US-Tournee in der Sommerpause von Gordon Hodgson, einem ehemaligen Liverpooler Mittelstürmer und Trainer von Port Vale, gemeinsam mit seinem Mannschaftskollegen Mick Hulligan für eine Gesamtablöse von £10.000 in die Football League Third Division South gelotst. Hauptgrund für Palks Wechsel war nach eigener Aussage die Aussicht auf regelmäßige Einsätze in der Profimannschaft. In den Saisons 1948/49 und 1949/50 bestritt Palk sämtliche Pflichtspiele für Port Vale, auch in den nächsten beiden Spielzeiten gehörte er regelmäßig zum Aufgebot, sein Vertrag wurde aber im Sommer 1952 nach 159 Ligaspielen und 14 Toren nicht mehr verlängert.

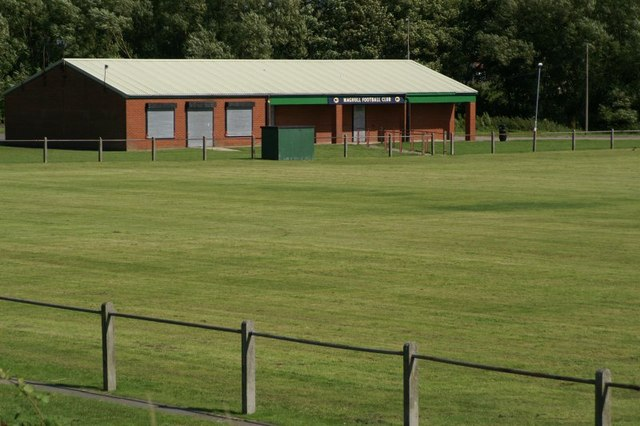
Der Sportplatz und das Klubgebäude des Maghull FC

Palk spielte fortan im Non-League football für Worcester City, Northwich Victoria, Prescot Cables und in Wales für Pwllheli, Flint Town United und Oswestry Town. Er ließ seine Laufbahn in seinem Wohnort Maghull beim lokalen Fußballklub ausklingen, den er später auch trainierte und dem er bis ins hohe Alter als Zuschauer verbunden blieb. Der dreifache Vater verstarb 87-jährig im Oktober 2009 im Royal Liverpool University Hospital.